# 일국양제
일국양제(중국어 간체자: 一国两制, 정체자: 一國兩制, 병음: yìguó liǎngzhì, 영어: One country, two systems, 포르투갈어: Um país, dois sistemas)는 중화인민공화국의 제도로, 1980년대 초반 덩샤오핑이 제안한 중화인민공화국의 중화권 통일 정책이다.
일국양제는 중화인민공화국의 정치 체제인 공산주의 정치 체제 안에서 공산주의와 자본주의 경제 체제가 조건부 공존하는 정치 제도이다. 현재 분단국가인 중화민국에게도 일국양제를 요구하고 있으나 중화민국은 이에 소극적으로 대응하고 있다.

## 배경
1980년대 덩샤오핑 시대로 진입하면서 중국 공산당은 중화인민공화국이 평화와 발전의 시대에 있다고 규정하고 사회주의 혁명, 즉 전쟁을 통해 사회주의 이상을 달성하고 공산주의를 이룩하는 것을 골자로 하는 마르크스 레닌주의의 원칙 상 전쟁이 불가피하다고 생각했던 이전의 마오쩌둥주의와는 달리 전쟁은 피할 수 있는 것이라는 생각이 중화인민공화국의 대외정책을 규정하게 된다. 중국 공산당은 국가발전의 과업을 달성하기 위해서는 평화로운 국제환경 조성이 필수적이라고 인식했다. 따라서 주변국과의 영토분쟁에서 평화적인 해결의 원칙을 천명하였고 양안관계 문제에도 일국양제의 원칙을 제시하며 무력을 통한 해결이 아닌 평화적 해결을 시도했던 것이 일국양제 개념의 시초이다.

## 특별행정구
- 홍콩
- 마카오

## 같이 보기
- 홍콩 총독
- 마카오 총독
- 국무원홍콩마카오사무판공실